# King Mahendra Memorial
Das King Mahendra Memorial war eine internationale Meisterschaft von Nepal im Badminton zu Ehren von Mahendra, dem 1972 verstorbenen König von Nepal.

## Sieger
| Jahr      | Herreneinzel      | Dameneinzel       | Herrendoppel             | Damendoppel                      | Mixed                              |
| --------- | ----------------- | ----------------- | ------------------------ | -------------------------------- | ---------------------------------- |
| 1972      | Hou Jiachang      | keine Daten       | Hou Jiachang Tang Xianhu | keine Daten                      | Junichi Kido Jayanti Panday        |
| 1973 1984 | nicht ausgetragen | nicht ausgetragen | nicht ausgetragen        | nicht ausgetragen                | nicht ausgetragen                  |
| 1985      | Vitaliy Shmakov   | Amy Chan          | Win Tun Tein Soe Naing   | Elena Rybkina Svetlana Belyasova | Vitaliy Shmakov Svetlana Belyasova |